# Lincoln Square (Manhattan)
A Lincoln Square mind a New Yorkban található térnek, mind az azt körül vevő városrésznek is egyúttal a neve, mely Manhattan északnyugati részén (Upper West Side) helyezkedik el.
A negyed szűkebb értelemben az Amszterdam sugárút a Broadway és a Columbus sugárút valamint a nyugati 65. utca és a nyugati 66. utca közötti része. Viszont a városrészt tágabb értelemben a nyugati 59. utca és a nyugati 72. utca közé helyezik, melyet a Hell's Kitchen, a Riverside South, a Central Park és az Upper West Side határol.
Az 1960-as évektől a városnegyedben épült ki New York egyik kulturális centruma, a Lincoln Center épületkomplexuma.

## Története

### San Juan Hill
A Lincoln Square városrész neve korábban San Juan Hill volt, Manhattan egy túlnyomóan afroamerikai lakosok által lakott bérházakkal teli negyede, melyet keletről az Amszterdam sugárút (Tenth Avenue) nyugatról a West End sugárút, (Eleventh Avenue) határolt az 59. és 65. utca között.
Lehetséges, hogy az eredeti San Juan Hill elnevezést a spanyol–amerikai háborúban Theodore Roosevelt által irányított San Juan Hill-i csata emlékére kapta. A 20. század elején ez volt Manhattan legsűrűbben lakott afro-amerikai negyede, de éltek itt afro-karibi lakosok is.

### Lincoln Square
Nem teljesen ismert maga a régió miért kapta a Lincoln Square nevet az Amerikai Egyesült Államok elnöke tiszteletére. 1906-ban New York város nevezte át, de a feljegyzések szerint nincs különösebb oka a név kiválasztásának. Feltételezések szerint a név választása inkább a terület eredeti tulajdonosaihoz kapcsolható, mivel 1906-ban New York polgármestere, George B. McClellan, Jr. annak a tábornoknak a fia volt, aki az amerikai polgárháborúban Lincoln riválisa volt.

### Lincoln Center
1940-ben New York városa a régiót a New York City nyomornegyedének nyilvánította, városépítési terveket kezdeményeztek a régió átalakítására.
A negyed felújítási programja keretén belül egy részben magánszemélyekből alakult, John D. Rockefeller III. által vezetett konzorcium, az 1956-ban bejegyzett Lincoln Center for the Performing Arts, Inc. indította el a negyedben a Lincoln Center kialakítását az 1950-es és az 1960-as években, melyben New York legjelentősebb kulturális központját hozták létre. A negyed legmodernebb részében található a Metropolitan Opera, a New York City Opera, a New York-i Filharmonikusok, a New York City Ballet, és a Juilliard School.

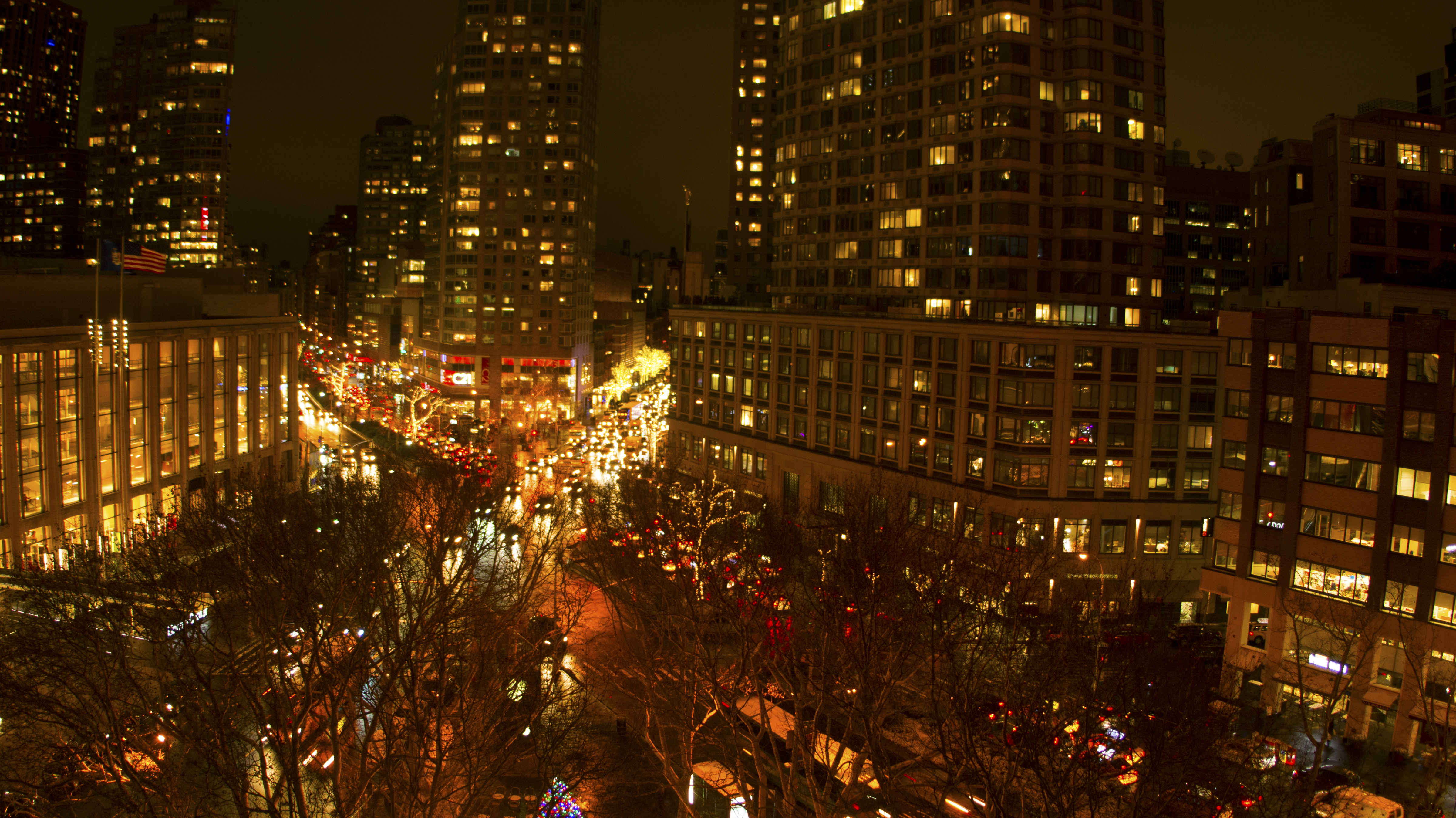
A Lincoln Square-hez tartozó Lincoln Center éjszakai képe

## Népesség
A 2010-es népszámlálási adatok szerint a negyed, azaz a Lincoln Square lakossága 61,489 volt, a 2000-es népszámláláshoz képest 11,3%-kal nőtt. Jelenleg a lakosság összetétele 73,4%-ban fehér, 4,4%-ban afroamerikai, 0,1%-ban indián, 11,2%-ban ázsiai, kis számban további népcsoporthoz tartozik.

## Látványosságai
| - American Broadcasting Company (ABC) Television Center East studios, és az WABC-TV - American Folk Art Museum - Amsterdam Houses, New York City Housing Authority - Leonard Bernstein Way - Central Park - Church of St. Paul the Apostle - Church of the Good Shepherd (152 West 66th Street) - Columbus Circle - Dante Park - Ethical Culture Fieldston School, Lower School - Fiorello H. LaGuardia High School of Music & Art and Performing Arts - Fordham University Lincoln Center campus - Holy Trinity Church - Peter Jennings Way (a nyugati 66. utca és a Columbus sugárút valamint a Central Park West között) | - Juilliard School - Martin Luther King, Jr. Educational Campus - Lincoln Center - Lincoln Square Synagogue - Manhattan New York Temple (Mormon) - Merkin Concert Hall - Museum of Biblical Art (Manhattan) (American Bible Society) - New York Institute of Technology - New York Society for Ethical Culture - Richard Tucker Square - West Side, YMCA |

## Fordítás
Ez a szócikk részben vagy egészben  a    Lincoln Square, Manhattan  című angol Wikipédia-szócikk ezen változatának fordításán alapul.  Az eredeti cikk szerkesztőit annak laptörténete sorolja fel. Ez a jelzés csupán a megfogalmazás eredetét és a szerzői jogokat jelzi, nem szolgál a cikkben szereplő információk forrásmegjelöléseként.